# Renania

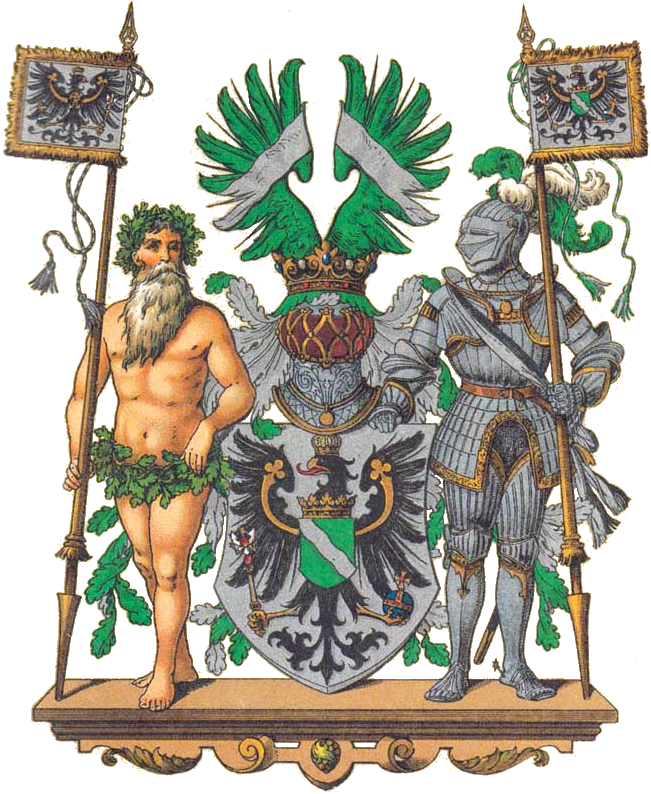
Lo stemma della Renania

La Renania (Rheinland in tedesco) è una regione geografica non ben definita che si estende sul territorio della Germania su entrambe le rive del Reno. A partire dal 1950 la Renania è suddivisa principalmente fra tre Länder tedeschi: Saarland, Renania-Palatinato e Renania Settentrionale-Vestfalia.
La Renania è una regione di grande rilevanza per la Germania: la Renania Settentrionale-Vestfalia presenta importanti giacimenti minerari che hanno contribuito allo sviluppo industriale dello Stato, mentre la Renania-Palatinato è zona prevalentemente agricola le cui caratteristiche hanno permesso lo sviluppo di pregevoli vigneti.

## Geografia
Collocata nella zona occidentale della Germania, ai confini con i territori di Francia, Belgio e Lussemburgo, ricopre una superficie di circa 25.000 km². Le sezioni meridionali ed orientali sono sostanzialmente collinari (Westerwald, Hunsrück, Taunus ed Eifel), ed attraversate dalle vallate degli affluenti del Reno e della Mosella, mentre al nord è presente la valle del Ruhr.
Le città più importanti che sorgono in Renania sono Aquisgrana, Bonn, Coblenza, Colonia, Duisburg, Düsseldorf, Essen, Krefeld, Leverkusen, Ludwigshafen, Magonza, Mannheim, Mönchengladbach, Treviri, Wiesbaden e Wuppertal.

## Storia
La Provincia del Reno fu creata nel 1824 unendo le provincie del Basso Reno con la Provincia di Jülich-Kleve-Berg. Con la sconfitta tedesca nella prima guerra mondiale, la Renania fu occupata e demilitarizzata nel 1919. Nel 1920 furono scorporati i territori del Saargebiet e venne amministrata dalla Società delle Nazioni fino al 1935. Sempre nel 1920 le regioni di Eupen e Malmedy passarono al Belgio. L'occupazione in seguito al Patto di Locarno (1925), finì nel 1935 e la remilitarizzazione della Renania ebbe luogo il 7 marzo 1936, quando le forze militari tedesche entrarono per la prima volta nella regione dalla fine del conflitto, violando il Trattato di Versailles ed il Patto di Locarno. L'evento cambiò i rapporti di forza in Europa in favore della Germania, che poté perseguire in Europa orientale una politica di aggressione tenuta bloccata dallo status smilitarizzato della Renania fino a quel momento.